# Aymar de Saint-Saud

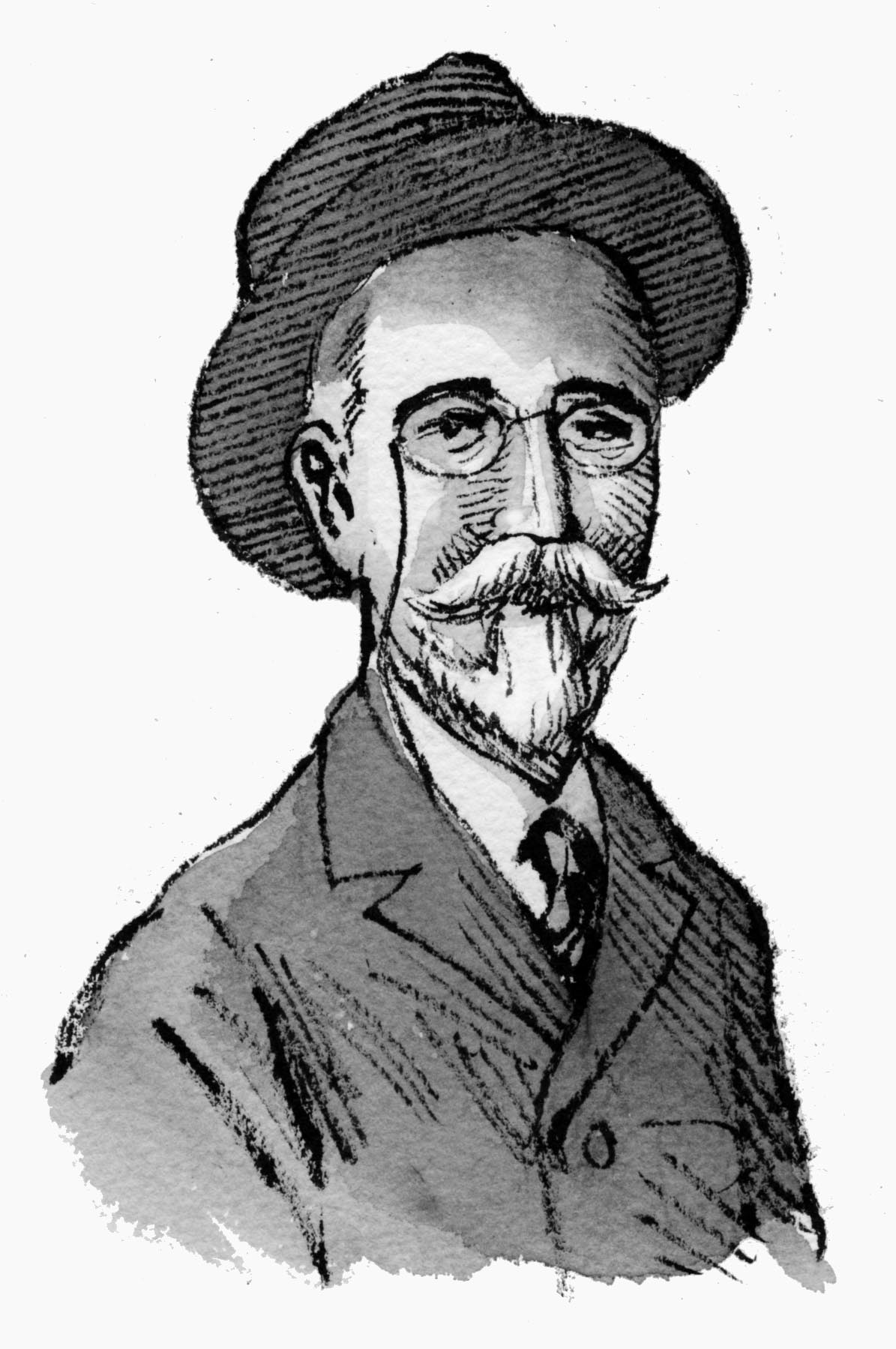
Aymar de Saint-Saud.

Blasón de la familia de Arlot de Saint-Saud.

Jean Marie Hippolyte Aymar d’Arlot, comte de Saint-Saud (Coulonges-sur-l'Autize, 15 de febrero de 1853 - Burdeos, 13 de febrero de 1951) fue un montañero y cartógrafo francés, que se interesó igualmente por la historia, la geología y la genealogía. Practicó igualmente la fotografía y la acuarela con cierto talento.

## Biografía
Hizo sus estudios secundarios y de Derecho en Burdeos. Conoció los Pirineos a los quince años de edad, en Luchon. Su primer gran recorrido fue, en 1872, la travesía valle de Gaube-valle del Lutour. El encuentro con Paul Edouard Wallon confirmó su vocación pirineística, y por recomendación de Franz Schrader entró en el CAF. Fue con uno de sus camaradas bordeleses, también estudiante de derecho, que hizo sus grandes ascensiones: se trata de Henri Brulle. Aymar de Saint-Saud ejerció como juez suplente en Lourdes de 1878 a 1880.

### Pirineos españoles
En 1877, vuelve su atención hacia los Pirineos españoles, aún mal conocidos y explorados, aproximadamente en la misma época que Lucien Briet, que se siente más atraído por una exploración metódica, a la vez geográfica y etnográfica, que por la conquista de las cumbres, y que se limitará estrictamente en el sector de la sierra de Guara. Schrader hace que Saint-Saud conozca al capitán Prudent, cartógrafo con experiencia, que lo anima, le da una formación y le proporciona instrumentos de medida topográficos. Hasta en 1890, Saint-Saud recorre los Pirineos españoles, con Henri Passet, desde Navarra hasta Cataluña, elaborando poco a poco una cartografía. Con sus instrumentos y sus observaciones, los españoles lo confundieron con un espía a sueldo del ejército francés. Aprovechó la ocasión para realizar las primeras ascensiones como las del pico de Algas (1880) o del gran pico de Aratille. En 1886, trabajó en las fronteras de Andorra. Por fin en 1892, publica el resultado de sus años de trabajo, su Contribution à la carte des Pyrénées espagnoles (Contribución al mapa de los Pirineos españoles), en seis hojas a 200.000. 
Entre 1890 y 1900, desarrolló gran actividad en la construcción de los refugios de Tuquerouye, Packe y Baysselance. También hizo que se crearan sendas, de lago de Gaube a la hourquette ("horcadina") de Ossoue, de Gavarnie a la brecha de Tuquerouye, y en Gavarnie, del Prade Saint-Jean a la meseta del Entortes.

### Picos de Europa

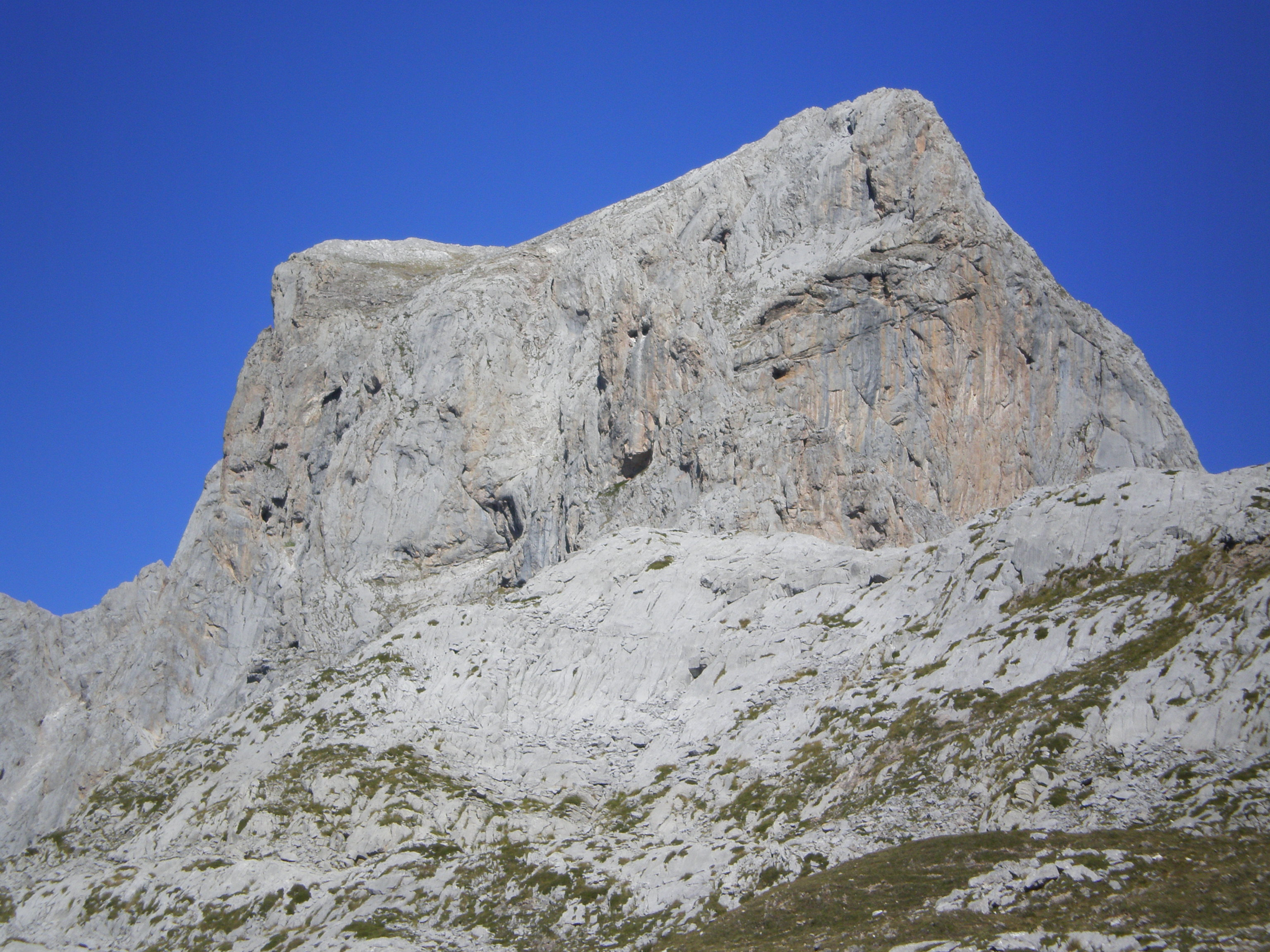
Peña Vieja, (2615 m).

A partir de 1890, exploró el macizo de Picos de Europa, perteneciente a la Cordillera Cantábrica, en esta época prácticamente desconocido, salvo por los primeros estudios parciales del ingeniero de minas español Guillermo Schulz, a partir de 1844, y que había caído en el olvido. Saint-Saud realizó la primera ascensión a la Morra de Lechugales (2.444 m) y a Peña Vieja (2615 m). En 1892, con Paul Labrouche y el guía François Bernat-Salles, alcanza la cumbre de Torre Cerredo, la mayor altura de Picos con 2650 m s. n. m.
En 1894 apareció en el anuario del CAF su carte des Picos de Europa ("mapa de los Picos de Europa") a escala 100.000. Volvió en 1906, 1907 y 1908 para completar sus observaciones. Mientras tanto, recorrió el Néouvielle, luego las cuencas de Caillaouas y de Pouchergues, para rectificar los errores del mapa del Estado Mayor (1905-1906). Por fin prosigue sus campañas cartográficas en la Pierre Saint-Martin y el pico del Acherito. 
Aunque su trabajo sobre el terreno cesó cuando alcanzó los setenta años, no lo hizo su intensa actividad en las distintas asociaciones de las que fue miembro y, a menudo, fundador y presidente. Fundó la sección Suroeste del "Club alpin français" ("Club alpino francés"), que preside de 1923 a 1933. Se comprometió intensamente en la redacción y edición de los Bulletins. Fue miembro activo de la Federación franco-española de sociedades pirineístas (Fédération franco-espagnole des sociétés pyrénéistes), fundada en 1903 por Louis el Bondidier. Como genealogista, publicó obras sobre las grandes familias del Périgord. No perdió su dinamismo ni en sus últimos momentos, ya casi con noventa y ocho años. 
Dio nombre a la cumbre occidental de la crestería de los Gourgs-Blancs: el pico Saint-Saud (3003 m). En los Picos de Europa, lleva su nombre el Risco Saint Saud.

## Obras
- Aux rives des Nogueras
- Excursions dans les Pyrénées Atlantiques, Burdeos, 1882
- Campements et études sur la frontière franco-navarro-aragonaise, Pau, 1929
- Additions & corrections à l'armorial du Périgord, Périgueux, 1930
- Frontière des deux Navarres, Aldudes, Roncevaux, Irati. Notes historiques. Burdeos, 1941